# Laboratorio de Idiomas (Universidad de Buenos Aires)
El edificio construido como Palace Hotel es actualmente el Laboratorio de Idiomas, Centro Cultural Paco Urondo y sede de Institutos de investigación Facultad de Filosofía y Letras de la Universidad de Buenos Aires (llamado Sede 25 de Mayo). Se encuentra en la calle 25 de mayo 221 /201 (esquina con Tte. Gral. Perón), Buenos Aires y es un Monumento Histórico Nacional.

## Historia

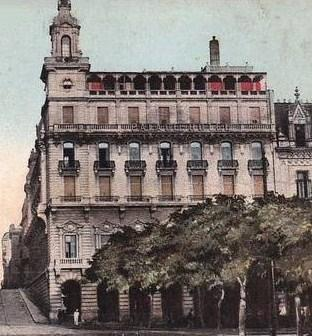
Aspecto original del edificio. Perdió su torre-mirador años más tarde.

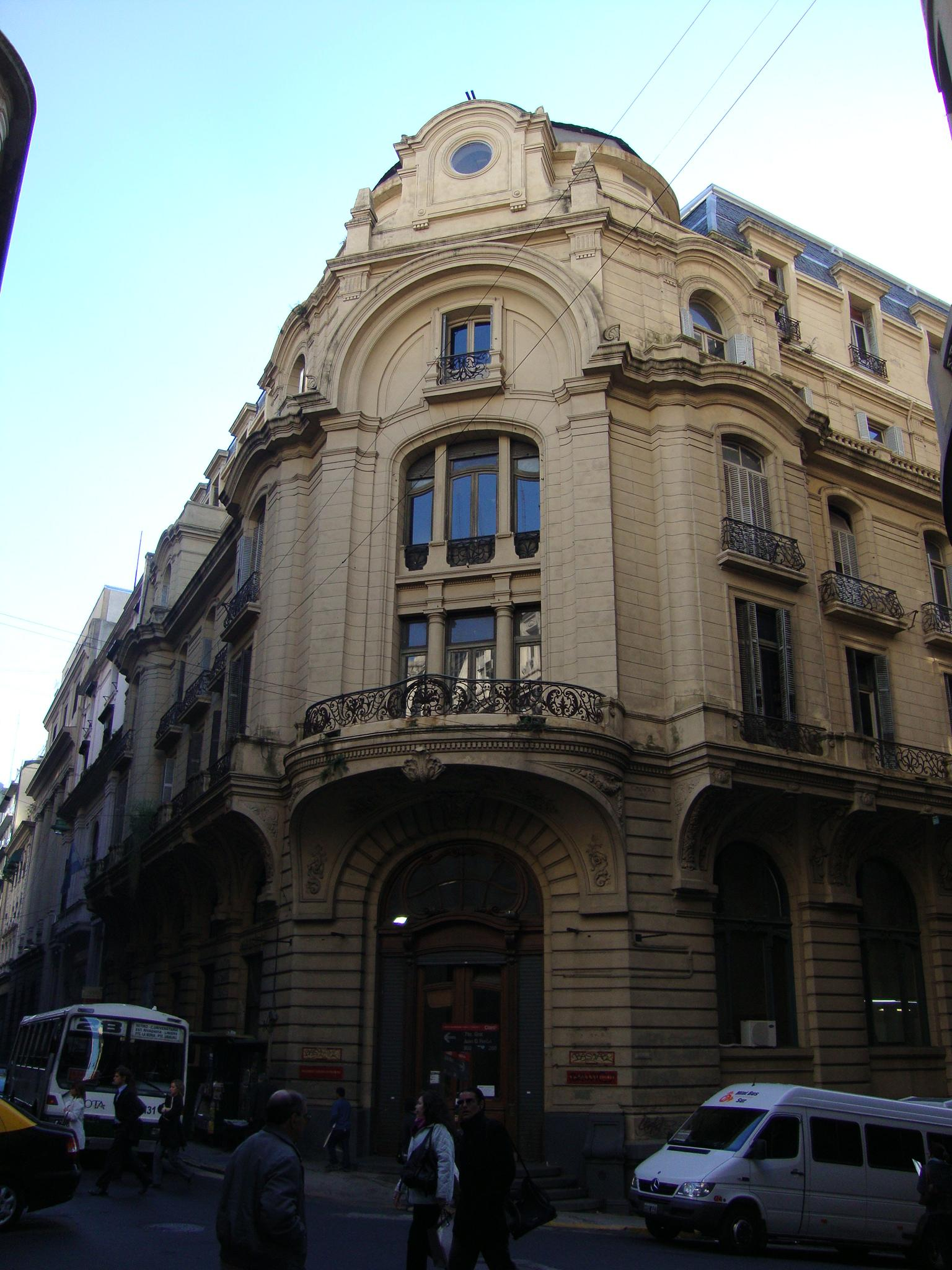
Entrada a lo que fue el local de la Compañía Mihanovich, en 25 de Mayo y Perón. Nótese la ausencia de la cúpula.

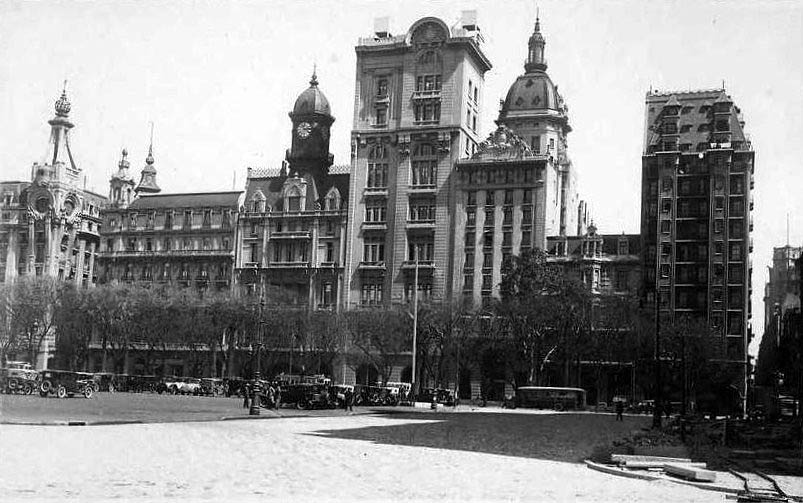
En los años '30, ya sin la pérgola, reemplazada por la mansarda actual.

En 1904, el empresario naviero Nicolás Mihanovich pensó en inaugurar un lujoso hotel donde alojar a los visitantes que llegaban a Buenos Aires en sus barcos, previendo un sistema de promociones turísticas como los que se harían populares décadas más tarde. Así pudo difundir los viajes a Buenos Aires en otros lugares del mundo. Se encargó al arquitecto italiano Carlos Morra el diseño del edificio, y antes de la construcción del Plaza Hotel, el Palace fue el más importante de la ciudad.
Mihanovich era un croata que había llegado a la Argentina en la segunda mitad del siglo XIX, y terminó teniendo la flota comercial más importante de Latinoamérica, a comienzos del siglo XX. El local comercial donde funcionaba originalmente su Compañía de Navegación se encontraba en una casa hallada en el lugar que hoy ocupa el edificio del Palace Hotel. Por eso, la planta baja y el subsuelo del edificio serían reservados para que la Compañía de Navegación de Mihanovich continuara atendiendo a sus clientes en el mismo espacio físico que tenía anteriormente.
El edificio fue inaugurado en 1906, y fue uno de los más importantes y fastuosos de su época. Recibió el Premio Municipal a la Mejor Fachada de ese año. El Palace Hotel, cuyo propietario original fue Federico Rast, ocupó los pisos superiores de la estructura. Durante los festejos del Centenario de la Revolución de Mayo, en 1910, el hotel hospedó a una buena cantidad de miembros de las comitivas extranjeras que visitaban la Argentina. Otro huésped ilustre muy recordado fue el artista Ernesto de la Cárcova, que tenía allí su atelier.
Ya en 1912, Mihanovich trasladó su compañía a un nuevo edificio construido en la esquina opuesta especialmente con ese fin. Así pudo alquilar su anterior local en la planta baja del Palace Hotel al Banco Francés e Italiano para la América del Sur. Por aquellos años, el hotel fue ampiado transformando la terraza en un piso más, con una mansarda de pizarra.
La Crisis de 1930 causó el cierre definitivo del Palace Hotel. En 1932, el Banco Hipotecario Nacional ocupó este espacio. El BHN tenía su casa matriz en un edificio vecino, y con su crecimiento necesitaba cada vez más espacio para sus dependencias.
Luego, el edificio pasó a manos de Presidencia de la Nación, que instaló algunas dependencias en él. En 1965 se barajó entregar el edificio a la Facultad de Arquitectura y Urbanismo de la UBA, que aún no había inaugurado su sede en la Ciudad Universitaria. Pero en cambio, en 1968 un decreto del presidente de facto Juan Carlos Onganía destinó el ex Palace Hotel a la Facultad de Filosofía y Letras, para que alojara en él a sus institutos. Esta Facultad aún no tenía una sede propia, y había pasado sucesivamente por diversos edificios de la Universidad, siempre en forma precaria.
En este edificio funcionan actualmente distintas dependencias de la Facultad, entre ellas el Centro Cultural "Paco Urondo", el Laboratorio de Idiomas y varios Institutos de Investigación. Durante mucho tiempo se anunció el traslado de la sede principal de la Facultad al ex Palace Hotel, hecho que impidió su restauración por años, y que aún no se ha concretado.
En 2001, mediante la Ley 25.456, el antiguo Palace Hotel fue declarado Monumento Histórico Nacional. Recién a fines de 2012, comenzaron tareas integrales de restauración del edificio, a cargo de la Universidad de Buenos Aires y encargadas a la contratista Moviliare S.A y Tala Construcciones S.A. por un monto de más de $4.000.000. Esto significa la restauración de fachadas, de pisos, carpinterías metálicas y de madera de ventanas y puertas, techos y canaletas.

## Descripción
El Palace Hotel fue uno de los primeros hoteles de lujo de Buenos Aires, apuntando a visitantes de otros países que Mihanovich traía a la ciudad en sus barcos. Por eso se trata de un edificio fastuoso, aunque con el paso de los años y su uso con fines tan variados causó deterioro de todas sus instalaciones. En la actualidad el estado del ex Palace Hotel es de gravedad, tanto que muchas de sus partes fueron demolidas o modificadas mediante intervenciones de baja calidad y presupuesto.
El edificio proyectado por Morra es de estilo neorrenacentista italiano, muy presente en la arquitectura porteña de fines del siglo XIX. Se destacaba en su diseño un mirador, que se encontraba sobre la ochava de la actual calle Perón y Avenida Alem, desde el cual se tenían vistas del Río de la Plata, fue dañado en una tormenta el 26 de febrero de 1996, y desde esa época permanece tapiado con un recubrimiento precario de chapas. Otras partes demolidas son la terraza que había en la azotea, que poseía una pérgola; y la cúpula que se encontraba en la ochava de 25 de mayo y Perón.
El acceso al hotel y la entrada al local de la Compañía de Navegación se hacían por puertas distintas. El vestíbulo que conducía a la recepción y los ascensores hacia los pisos superiores tenía entrada por 25 de Mayo 221; y el local de la naviera, por la esquina de Perón y 25 de Mayo.
El vestíbulo del antiguo hotel es de estilo Luis XIV, tiene imponentes columnas, los pisos decorados con mosaicos cerámicos y vitrales (modificados para lucir la sigla BHN), pero todos estos elementos ornamentales están hoy en día muy deteriorados por el uso intensivo y la falta de mantenimiento general. Una gran escalera imperial, con peldaños de mármol y barandas adornadas con globos de bronce, conduce a las plantas superiores, cuyos pisos están decorados también con mosaicos y conservan los hogares a leña originales, deshabilitados. Las antiguas habitaciones, que se destacaron en su tiempo por poseer calefacción centralizada y líneas telefónica, y aún conservan sus pisos de madera, funcionan actualmente como aulas y diversas dependencias. El techo del cuarto y último piso, luce actualmente su cielorraso destruido, y la estructura de vigas de hierro a la vista, revestida precariamente con techumbre de madera.
El ex local de la Compañía Mihanovich, que luego funcionó como sala del Banco Hipotecario, aún conserva sus columnas revestidas en mármol, y fue conectado internamente con el vestíbulo del hotel, ya que la pared que los separaba originalmente ha sido demolida. En este gran espacio con pisos de madera funciona el Centro Cultural Paco Urondo y el comedor de los estudiantes.